# Raleigh-Durham Skyhawks
Els The Raleigh-Durham Skyhawks van ser una franquícia de futbol americà que participà en la World League de futbol americà l'any 1991, amb seu a la ciutat de Raleigh, Carolina del Nord. El nom s'inspirà en els vols dels germans Wright a la regió. El seu estadi fou el N.C. State's Carter-Finley Stadium, the la mateixa ciutat de Raleigh L'equip va tenir una actuació decebedora amb 0 victòries i 10 derrotes i menys de 13.000 espectadors de mitja per partit, la qual cosa suposà la desaparició de l'equip la temporada següent, essent substituïts pels Ohio Glory el 1992.